# Johnny Rebel
Clifford Joseph Trahan (n. 25 septembrie 1938, Parohia Calcasieu, Louisiana, SUA – d. 3 septembrie 2016, Rayne⁠(d), Louisiana, SUA), cunoscut sub numele de scenă Johnny Rebel și Pee Wee Trahan, a fost un cântăreț, compozitor și muzician american ale cărui melodii promovau supremația albă. A lansat sub numele Johnny Rebel o serie de înregistrări în anii 1960 pentru casa de discuri Reb Rebel a producătorului J. D. „Jay” Miller⁠(d) ca reacție la mișcarea pentru drepturile civile⁠(d). Cele 12 melodii rasiste erau caracterizate ca fiind o „satiră subtilă și amuzantă”. Cântecele sale utilizau adesea insulta „nigger” și simpatizau cu segregarea rasială⁠(d), Ku Klux Klan și Statele Confederate ale Americii.
După pensionarea sa în 2003, Trahan a declarat că a urmat această carieră „doar pentru bani” și că „nu și-a propus să răspândească ură sau să creeze probleme”. Mai mult, acesta a susținut că „exista multă antipatie în acea perioadă – albii față de negri și negrii față de albi. Mulți oameni și-au schimbat opiniile de-a lungul anilor.”

## Biografie
Clifford Joseph Trahan s-a născut în Moss Bluff, Louisiana pe 25 septembrie 1938, fiul lui Elizabeth Breaux Taylor și al lui Homer Trahan. După divorțul părinților săi, s-a mutat cu mama sa în Crowley, Louisiana, și a devenit interesat de muzică; a primit prima chitară la vârsta de 12 ani. A absolvit Liceul Crowley în 1956.

## Cariera
Trahan era văr cu J. D. „Jay” Miller și a înregistrat mai multe cântece country sub pseudonimul Tommy Todd. Deoarece acele melodii nu au înregistrat un succes comercial, Trahan s-a mutat în Nashville, Tennessee, pentru a înregistra cântece pentru recent înființata Todd Records. S-a împrietenit cu Murray Nash, compozitorul cântărețului George Morgan⁠(d), și a înregistrat patru melodii - sub numele de „Jericho Jones” - pentru casa de discuri.
Mai târziu, Trahan a lucrat ca inspector de șantier naval în Mississippi, apoi a revenit în Louisiana. Între timp, Miller înființase Reb Rebel Records, casă de discuri specializată pe muzică segregaționistă, și l-a îndemnat pe acesta să înregistreze câteva melodii sub pseudonimul Johnny Rebel.
Primul lansare – a cincea pentru casa de discuri Reb Rebel – a fost un single de 45 RPM cu melodiile „Lookin’ for a Handout” și „Kajun Ku Klux Klan”. Mai târziu, a înregistrat cântecele „Nigger, Nigger”, „In Coon Town”, „Who Likes a Nigger?”, „Nigger Hatin' Me”, „Still Looking for a Handout”, „Some Niggers Never Die (They Pur Smell That Way), „Stay Away from Dixie” și „Move Them Niggers North”.
Majoritatea melodiilor lui Trahan abordează subiecte rasiale. Puținele excepții includ „Keep a-Workin’ Big Jim” (despre încercările procurorului districtual din Louisiana, Jim Garrison⁠(d), de a rezolva asasinarea lui John F. Kennedy) și „(Federal Aid Hell!) The Money Belongs to Us” (o melodie critică la adresa programelor sociale federale ale Statelor Unite⁠(d)).
Cântecele lui Johnny Rebel au devenit oarecum populare în unele bodegi⁠(d) din sudul țării, dar nu au fost niciodată difuzate la radio. Odată cu aparițiainternetului, o nouă generație a descoperit melodiile lui Rebel, iar Trahan l-a angajat pe Brad Herman, unul dintre fanii săi, ca manager în 2001. A înregistrat „Infidel Anthem” (o melodie despre Osama bin Laden și atentatele din 11 septembrie) și a promovat-o în cadrul emisiunii radio The Howard Stern Show⁠(d). Trahan a rupt în cele din urmă legăturile cu Herman, dar a lansat încă două albume în 2003.

## Viața personală și moartea
După pensionarea sa în 2003, Trahan a declarat că a urmat această carieră  „doar pentru bani” și că „nu și-a propus să răspândească ură sau să creeze probleme”. Mai mult, acesta a susținut că „exista multă antipatie în acea perioadă – albii față de negri și negrii față de albi. Mulți oameni și-au schimbat opiniile de-a lungul anilor. Practic, mi-am schimbat opinia pe parcursul anilor până la un punct.” Cu toate acestea, nu era de acord cu compensațiile pentru sclavie⁠(d): „De ce ar trebui să plătim despăgubiri pentru lucruri care s-au întâmplat în urmă cu 200 de ani? Am fost alungat din țara mea. [...] Strămoșii mei au fost alungați⁠(d) din Noua Scoție.”
Trahan a murit în Rayne, Louisiana⁠(d), pe 3 septembrie 2016 la vârsta de 77 de ani.

## Discografie

### Albume de studio
| An   | Album |
| ---- | --- |
| 1971 | For Segregationists Only - Lansat: 1971 - Casa de discuri: Reb Rebel Records                                |
| 2003 | The Complete Johnny Rebel Collection - Lansat: 2003 - Casa de discuri: Johnny Rebel Records                 |
| 2003 | It's the Attitude, Stupid! - Lansat: 2003; 2006 - Casa de discuri: Try It Man Records; Johnny Rebel Records |